# Gena (cráter)

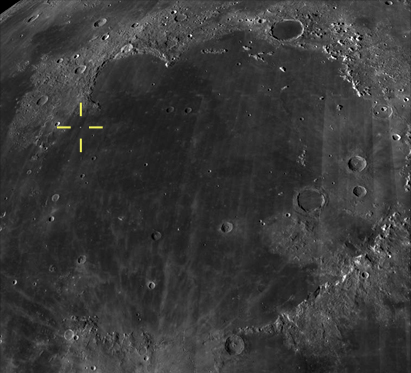
Gena es uno de los doce cráteres lunares localizados en el noroeste del Mare Imbrium

Gena es un cráter lunar localizado en la parte noroeste del Mare Imbrium, al noroeste del lado visible de la Luna. Hacia el sur se encuentra el Borya; al nordeste el Kostya y al este el Vitya (cráter) además de otro cráter sin nomenclatura.
Los elementos más destacables de la zona son el Promontorium Heraclides (30 km al norte) y el cráter C. Herschel (150 km al sur-sureste) del área explorada por el Lunojod 1. Es además uno de los cráteres por los que pasó el Lunojod 1.

## Descripción
El cráter lleva el nombre de mujer ruso de origen griego Gena, uno de los doce nombres de cratercillos situados en el área por donde pasó el Lunojod 1. Fue aprobados por la Unión Astronómica Internacional (UAI) el 14 de junio de 2012.
El módulo terrestre de la misión soviética Luna 17 cruzó el borde noreste del cráter alrededor de mediados de marzo de 1971, dirigiéndose a su punto medio. Posteriormente se dirigió hacia el norte, tras visitar el cráter Igor y luego de hacer dos giros a la izquierda al este del cráter. A continuación el Lunojod 1 se dirigió al norte del cráter Borya antes de girar a la izquierda para formar un bucle, visitando el cráter de nuevo alrededor de mayo antes de dirigirse al norte. La ubicación y la trayectoria del módulo de aterrizaje fueron determinados por Albert Abdrakhimov el 17 de marzo de 2010, basándose en una imagen tomada por el Lunar Reconnaissance Orbiter.